# Рёдерсхайм-Гронау
Рёдерсхайм-Гронау (нем. Rödersheim-Gronau) — община в Германии, в земле Рейнланд-Пфальц. 
Входит в состав района Рейн-Пфальц. Подчиняется управлению Даннштадт-Шауэрнхайм.  Население составляет 2827 человек (на 31 декабря 2010 года). Занимает площадь 8,24 км².
Коммуна подразделяется на 2 сельских округа.